# 茹韦尼利亚
茹韦尼利亚是巴西米纳斯吉拉斯州的一个市镇。总面积1076.889平方公里，总人口6050人，人口密度5.6人/平方公里。